# Борок (Калінінградська область)
Борок (рос. Борок) — селище Озерського міського округу, Калінінградської області Росії. Входить до складу Гавриловського сільського поселення.
Населення —  78 осіб (2015 рік). 

## Населення
| 2002 | 2010 |
| ---- | ---- |
| 73   | ↗78  |